# Bahdanawiczy
Bahdanawiczy (biał. Багданавічы,; ros. Богдановичи, Bogdanowiczi) – wieś na Białorusi, w obwodzie homelskim, w rejonie kormańskim, w sielsowiecie Karoćki.

## Historia
Obszar, na którym znajduje się wieś, był zamieszkany od czasów starożytnych, o czym świadczy odkryty przez archeologów kurhan (7 wałów, 1,5 km na południowy zachód od wsi).
Miejscowość pojawia się po raz pierwszy w źródłach pisanych z XVIII wieku jako wieś w powiecie rzeczyckim województwa mińskiego Wielkiego Księstwa Litewskiego. W 1704 roku została wymieniona w inwentarzu starosty czeczerskiego jako osada bojarska z 5 domami mieszkalnymi. Po pierwszym rozbiorze Rzeczypospolitej w 1772 roku Bahdanawiczy weszły w skład Imperium Rosyjskiego i przydzielone zostały do wołosti Rasochi w ujeździe rohaczewskim w guberni mohylewskiej. Stanowiły wówczas własność rodu Grzybowskich. W 1880 roku działała piekarnia i gorzelnia.
Po rewolucji październikowej miasteczko zostało włączone do Białoruskiej SRR. W 1930 zorganizowano kołchoz "Zwiazda", działała kuźnia. Wkrótce zaczęły pracę stacja maszynowo-traktorowa.
Podczas II wojny światowej od czerwca 1941 do lipca 1944 roku Bahdanawiczy znajdowały się pod okupacją niemiecką. Według spisu z 1959 roku w Bahdanawiczach mieszkało 739 osób.